# Кә
Кə – dwuznak cyrylicy wykorzystywany w zapisie języka abchaskiego. Oznacza dźwięk [kʼʲʷ], czyli palatalizowaną i labializowaną spółgłoskę zwartą ejektywną miękkopodniebienną.

## Kodowanie
| Forma     | Wygląd | Części składowe | Części składowe |
| --------- | ------ | --------------- | --------------- |
| majuskuła | Кə     | U+041A К        | U+04D9 ə        |
| minuskuła | кə     | U+043A к        | U+04D9 ə        |